# Sóspuszta
Sóspuszta település Romániában, Szatmár megyében.

## Fekvése
Szatmár megyében, Erdődtől délkeletre, Oláhgyűrűs mellett fekvő település.

## Története
Sóspuszta neve a korabeli oklevelekben 1411-ben van említve Poss-Sostelke néven.
A település a Szatmári vár tartozéka volt.
Az 1800-as években híres volt az itteni juhtenyésztés.